# レンツの法則
レンツの法則（レンツのほうそく、英: Lenz's law）とは、19世紀のロシアの物理学者、ハインリヒ・レンツによって発見された電磁誘導に関する法則のこと。
何らかの原因によって誘導電流が発生する場合、電流の流れる方向は誘導電流の原因を妨げる方向と一致するというもの。例えばコイルに軸方向から棒磁石を近づけると誘導電流が流れる。コイルに電流が流れると磁場が生じるが、この磁場はレンツの法則が示唆する向き、すなわち棒磁石の接近を妨げる向きとなる。

## ブレーキへの応用
渦電流が発生すると、レンツの法則よりブレーキ力が発生する。
- 渦電流式ディスクブレーキ：非接触式のブレーキ
- 渦電流式レールブレーキ：レールに渦電流を発生させる非接触式のブレーキ
- 電磁吸着ブレーキ：レールに渦電流を発生させる接触式のブレーキ